# Гатчинские ворота
Гатчинские (Орловские) ворота — памятник архитектуры. Расположен в Пушкине, на Парковой улице, при выезде из Екатерининского парка на дорогу в Гатчину (которая была имением генерал-фельдцейхмейстера Г. Г. Орлова, фаворита Екатерины II). Первая триумфальная арка в русской архитектуре, сделанная из постоянных материалов и с использованием образцов древнеримских сооружений.
Ворота построены по проекту (макету) А. Ринальди 1772 года в честь победы над эпидемией чумы в Москве 1771 года (Орлов возглавлял эту борьбу). Известно 7 листов, созданных для проекта; в первых вариантах архитектор рассматривал возможность постройки свободно стоящих или связанных аркой пилонов, украшенных обелисками, вазами, медальонами и статуями, то есть предполагалось использование декоративных элементов, схожих с элементами Мраморного дворца, также связанного с Орловым. Это единственная триумфальная арка Ринальди и единственная мраморная арка Царского Села.
Временная арка была построена в 1771 году за 32 дня по проекту В. И. Неелова из брёвен, досок и холста с росписью, имитирующей мраморную облицовку. Для деревянной арки резных дел подмастерье Александр Иванов создал восемь капителей для колонн и четыре угловые капители для пилястр, что соответствует современному количеству колонн и пилястр.
Ворота облицованы мраморными блоками, доставленными в Царское Село в 1777 году. Фундамент был создан летом 1778 года, далее построены кирпичные пилоны. Строительство велось под наблюдением В. И. Неелова и И. Пинкетти. Створы ворот — железные с бронзовыми украшениями, они были выкованы на Сестрорецком заводе по рисунку Джакомо Кваренги и установлены в 1787 году (решение сделать ворота запирающимися было принято в 1781 году). Работы по граниту и мрамору вели те же каменотёсы и мраморщики, что в то же время вместе с Ринальди строили Исаакиевскую церковь.
Пилоны ворот украшены композитными колоннами на высоких пьедесталах. Капители ордера составлены из цветочных венков, гирлянд и волют. Над антаблементом расположен аттик с пилястрами и с мемориальной надписью — с одной стороны слова В. И. Майкова «Орловым от беды избавлена Москва», с другой — более подробный рассказ об эпидемии (вероятно, составленный самой Екатериной II). В отделке сочетаются розовый тивдийский (рускольский) мрамор колонн и филёнок с голубовато-серым мрамором остального сооружения, основание ворот сделано из блоков сумерского красного камня.
Когда в 1771 году на Москве был мор на людей и народное неустройство, генерал-фельдцейхмейстер граф Григорий Орлов по его прозьбе получив повеление туда поехал, установил порядок и послушание, сирым и неимущим доставил пропитание и исцеление и свирепство язвы пресек добрыми своими учреждениями.
По форме ворота — почти строгий квадрат высотой 15 метров и чуть меньшей ширины. Визуально ворота делятся на три яруса по горизонтали и три части по вертикали. Арка ворот удлинённая, полуциркульная, с пролётом шириной 5 метров и глубиной более 4 метров. Верхняя часть арки оформлена рельефно, с замковым камнем. Композиция створок основана на игре лёгких диагональных тяг, идущих от пояса к верхней дуге, связанной с устоями ворот при помощи пышных волют. В противоположность легкости основной ткани рисунка створок, их верх украшен гирляндами, а пояс — венками и лилиеобразными пальметками. Таким образом, получается контраст между мощными формами каменной арки и легкостью рисунка створок, между сплошной гладью драгоценных мраморов и кружевным узором чеканного пояса.
В 1789 году у ворот прошла торжественная встреча князя Потёмкина-Таврического, привезшего в Санкт-Петербург новость о победе над турецкими войсками в Молдавии, и о взятии Очакова. При встрече ворота украсили эмблемами, изображениями доспехов и разноцветными фонариками.
Гатчинские ворота были повреждены в Великую Отечественную войну, позднее отреставрированы.